# Província de Guegharkunik
La província de Guegharkunik (Գեղարքունիքի մարզ, Guegharkunikí marz) és una província d'Armènia. La seua capital i municipi més populós és la ciutat de Gavar. Altres municipis importants de la província són Sevan i Vardenis. La província inclou l'exclavament d'Artsvaixen, que està rodejada per Azerbaidjan i que va ser ocupat per aquest país durant la Guerra de l'Alt Karabakh. Des de llavors, l'enclavament està sota domini azeri.
La província de Guegharkunikestà situada a la meitat oriental d'Armènia, fent frontera amb l'Azerbaidjan i amb l'autoproclamada república de l'Artsakh. Amb una superfície total de 5.348 quilòmetres quadrats, és la província més gran de tota l'Armènia. Tot i això, uns 1.278 quilòmetres quadrats o vora el 24 percent de la superfície provincial es troba ocupada pel llac Sevan, la massa d'aigua més gran de la regió transcaucàsica i una de les majors atraccions turístiques del país.

## Etimologia i símbols
L'antic historiador Moisès de Khorèn va relacionar el nom de Guegharkunik amb Guegham, descendent de cinquena generació del patriarca i fundador de la nació armènia, Haik. Guegham fou el pare de Sisak (fundador dels Sisàkides) i de Hama (avi d'Ara el Bell). Les Muntanyes de Geghama i el llac de Guegham (actualment anomenat Llac Sevan) també reben el nom d'aquest personatge històric.

## Geografia
La província de Guegharkunik compta amb una superfície total de 5.348 quilòmetres quadrats, el que la fa ser la província més gran de l'Armènia en termes de superfície. Geogràficament, Guegharkunik es troba a la part oriental del país i limita amb les províncies de Tavuix al nord, Ararat i Kotaik a l'oest, Vaiots Dzor al sud i amb l'Azerbaidjan a l'est.
Guegharkunik té un paisatge característic de muntanya. El terreny està dominat per les muntanyes de Geghama per la banda occidental, les muntanyes de Vardenis pel sud, les de Sevan per l'est, les de Miapor pel nord-est i les de Kenats pel nord. L'alçada de les muntanyes va des dels 2.500 als 3.500 metres.

### Clima
El clima de Guegharkunik és fred i amb neu a l'hivern, mentres que l'estiu es caracteritza per un clima càlid i humid. La mitjana anual de precipitacions a la província es troba entre els 500 i 600 mm sota els 2000 metres, mentres que a les zones muntanyoses pot arribar als 1000 mm.

## Divisions administratives i poblacions
La provincia de Guegharkunik està dividida en 5 municipis o comunitats de pobles (hamaynkner): Txambarak, Gavar, Martuni, Sevan i Vardenis.

## Història
Des de l'any 1930 fins al 1995, l'actual província de Guegharkunik estigué dividida en 5 raions de l'antiga República Socialista Soviètica d'Armènia: els de Sevan, Kamo, Krasnoselsk, Martuni i Vardenis. Amb la reforma del sistema territorial del 1995, els cinc antics raions van convèrger en l'actual província.
Després de la Guerra de l'Alt Karabakh de 2020 la línia fronterera amb l'Alt Karabakh va augmentar. El 12 de maig del 2021 tropes azerís van ocupar parts de la província de Guegharkunik i van establir posicions a prop de les aldees de Kut i Verin Shorzha, cosa que va precipitar la Crisi fronterera entre Armènia i l'Azerbaidjan de 2021-2023. El 25 de maig del 2021 un soldat armeni fou assassinat per soldats azerís a Guegharkunik i dos dies després, el 27 de maig, 6 soldats armenis foren capturats per l'exèrcit azerí a la província vora la frontera amb Azerbaidjan.

## Cultura

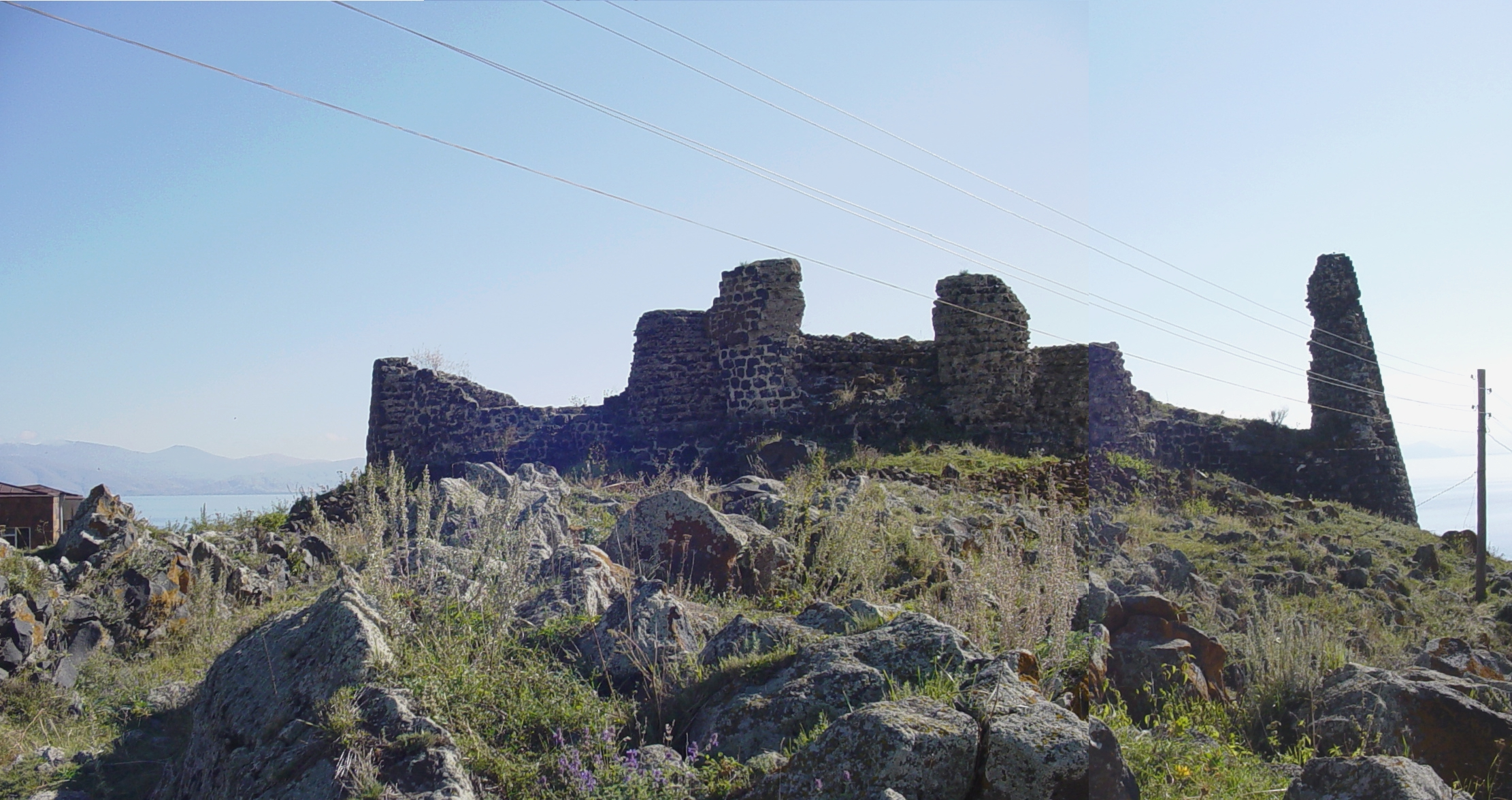
Fortalesa de Berdkunk

A la província hi ha palaus de la cultura i biblioteques públiques. A Sevan hi ha un museu geològic i el Jardí Botànic de Sevan. A Gavar hi ha un museu d'història i un teatre.
La gastronomia de Gavar té característiques orientals. S'utilitzen diverses espècies, peixos i fruita. El Kyavar baklava és un dels dolços més reconeguts de la ciutat.

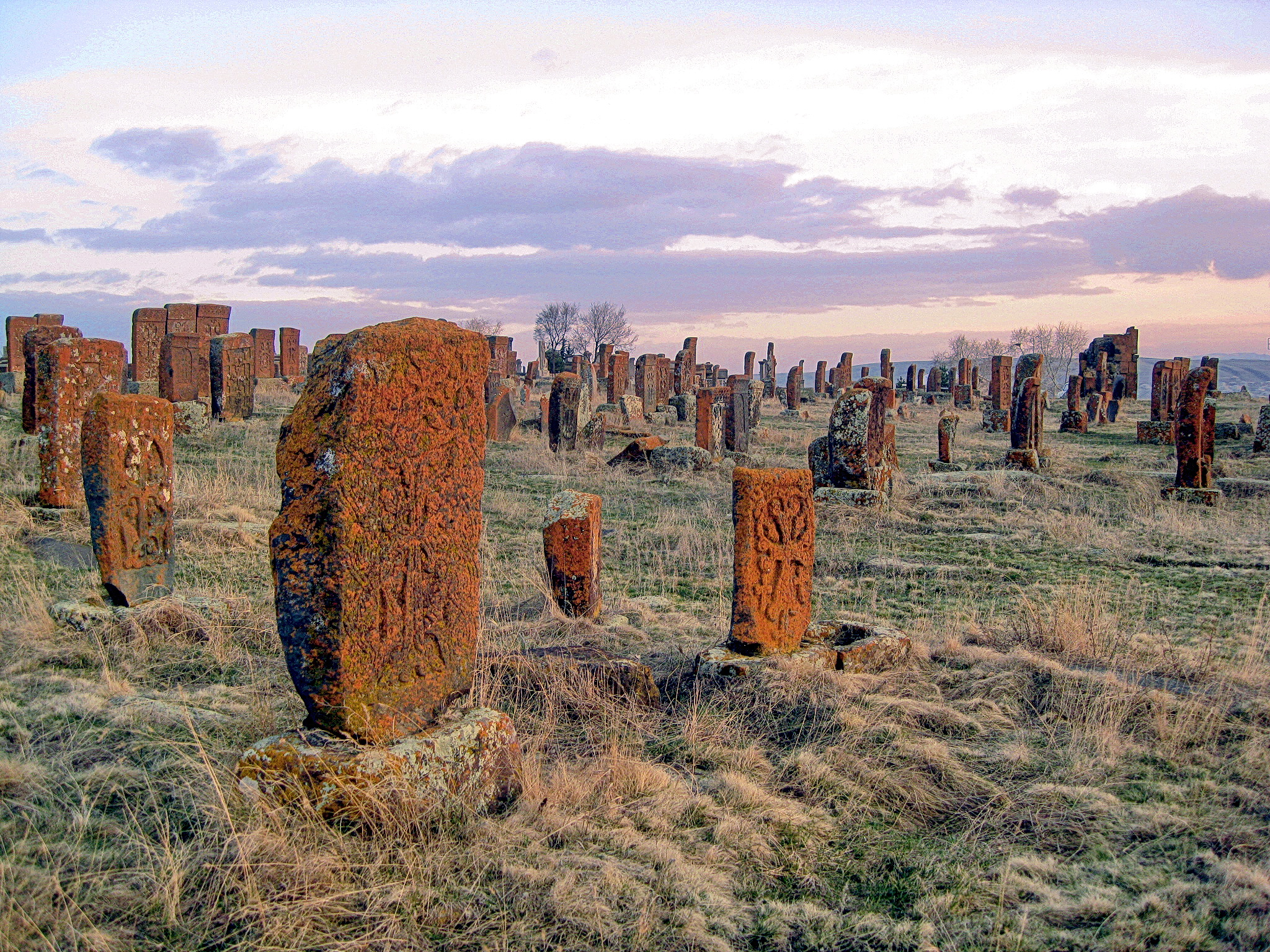
Khachkars del cementiri de Noratus

La residència d'estiu del president d'Armènia està a la Península de Sevan.

### Fortaleses i jaciments arqueològics

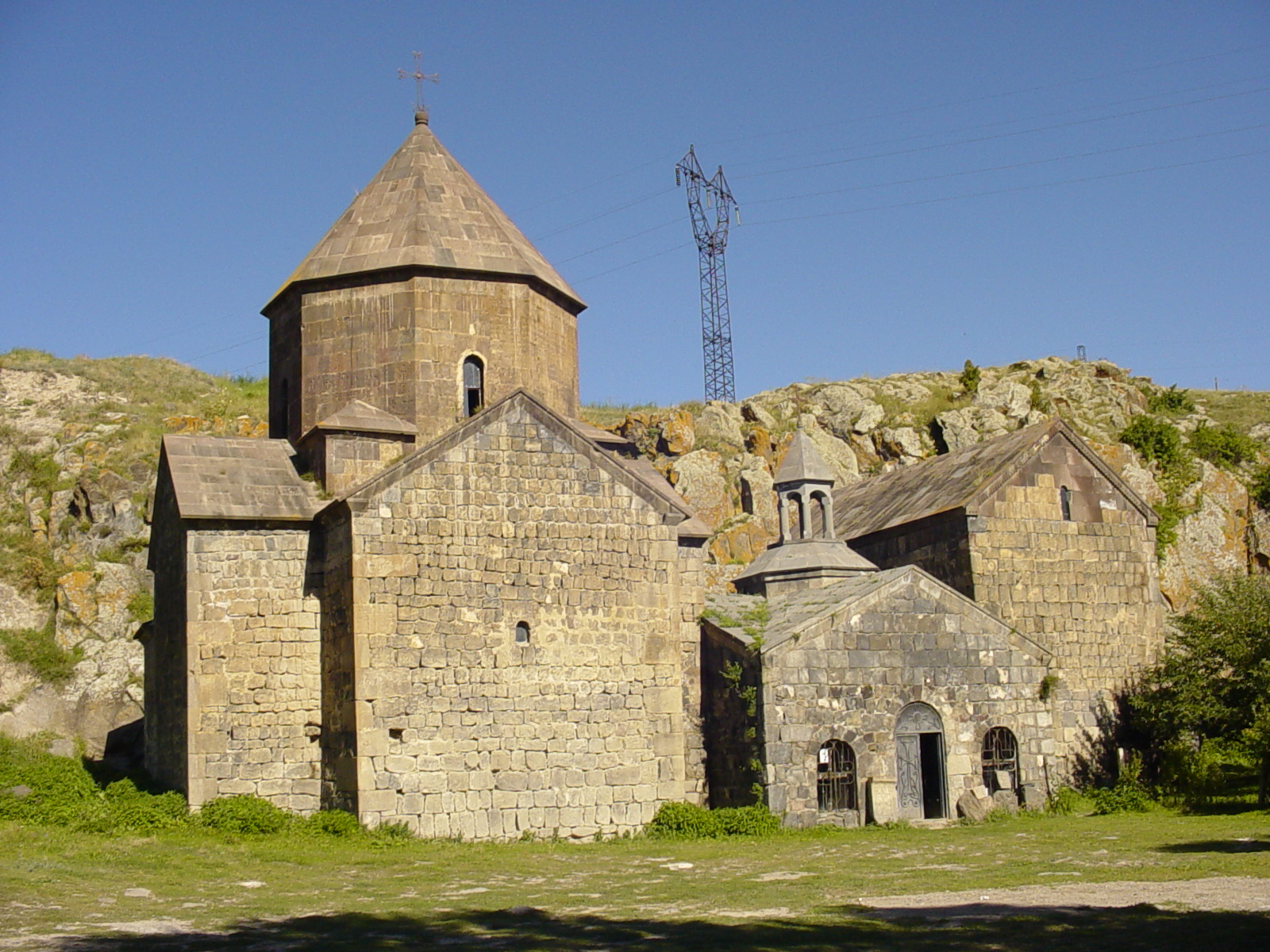
Monestir de Vanevank

- Monestir de VanevankPetròglifs del Mont Azhdanak. Petròglifs prehistòrics
- Portalesa Ciclòpea de Lchashen. Antic lloc d'enterrament. Entre el 4t mil·lenni a C i el segle VII aC.
- Observatori Astronòmic Antic de Sevsar, al mont Sevsar. D'entre el 3r i el 1r mil·lenni aC. És el lloc on van néixer els noms de les constel·lacions del zodíac.
- Fortalesa de Berdkunk, del primer mil·lenni aC.
- Jaciment arqueològic de Teyseba, del període d'Urartu, del Segle VIII aC.
- Fortalesa d'Odzaberd, del segle VIII aC.
- Cementeri de Noraduz, lloc amb nombrosos Khatxkars antics, a prop de Gavar i del llac Sevan, del segle X.[10]

### Esglésies i monestirs
- Monestir de Shoghagavank, del segle V.
- Església de Sant Tadeu de Ddmashen., segle VII.[11]
- Monestir de Hatsarat, del segle VII
- Complex monàstic de Sevanavank, segle IX.
- Monestir de Hairavank, al llac Sevan.
- Complex monàstic de Makenyats Vank, del segle IX.
- Monestir de Kotavank, del segle IX.
- Església de Sant Joan de Tsaghkashen, segle IX.
- Complex monàstic de Shoghagavank, del segle IX.
- Monestir de Vanevan, de l'any 914.[12]

## Transport

### Ferrocarril

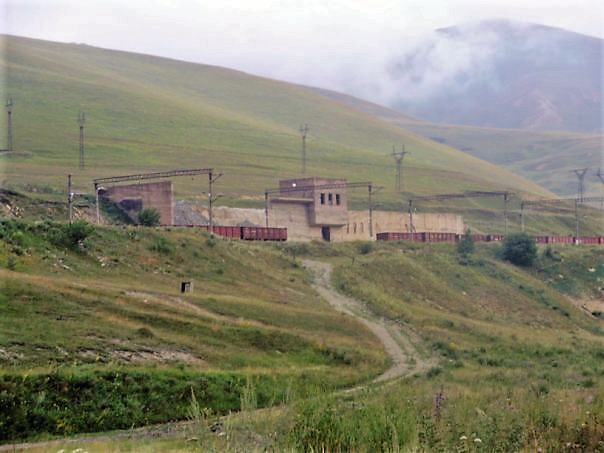
estació de ferrocarril de Sotk

La ciutat costanera i turística de Sevan va tenir una estació de ferrocarril que connectava amb la capital nacional, Erevan.

### Carretera
- Autopista M4 (Erevan-Sevan) - Autopista M10 (Sevan-Martuni) - Autopista M11 (Martuni-Vardenis) - Autopista M14 (Tsovagyugh-Vardenis)

## Economia

### Turisme

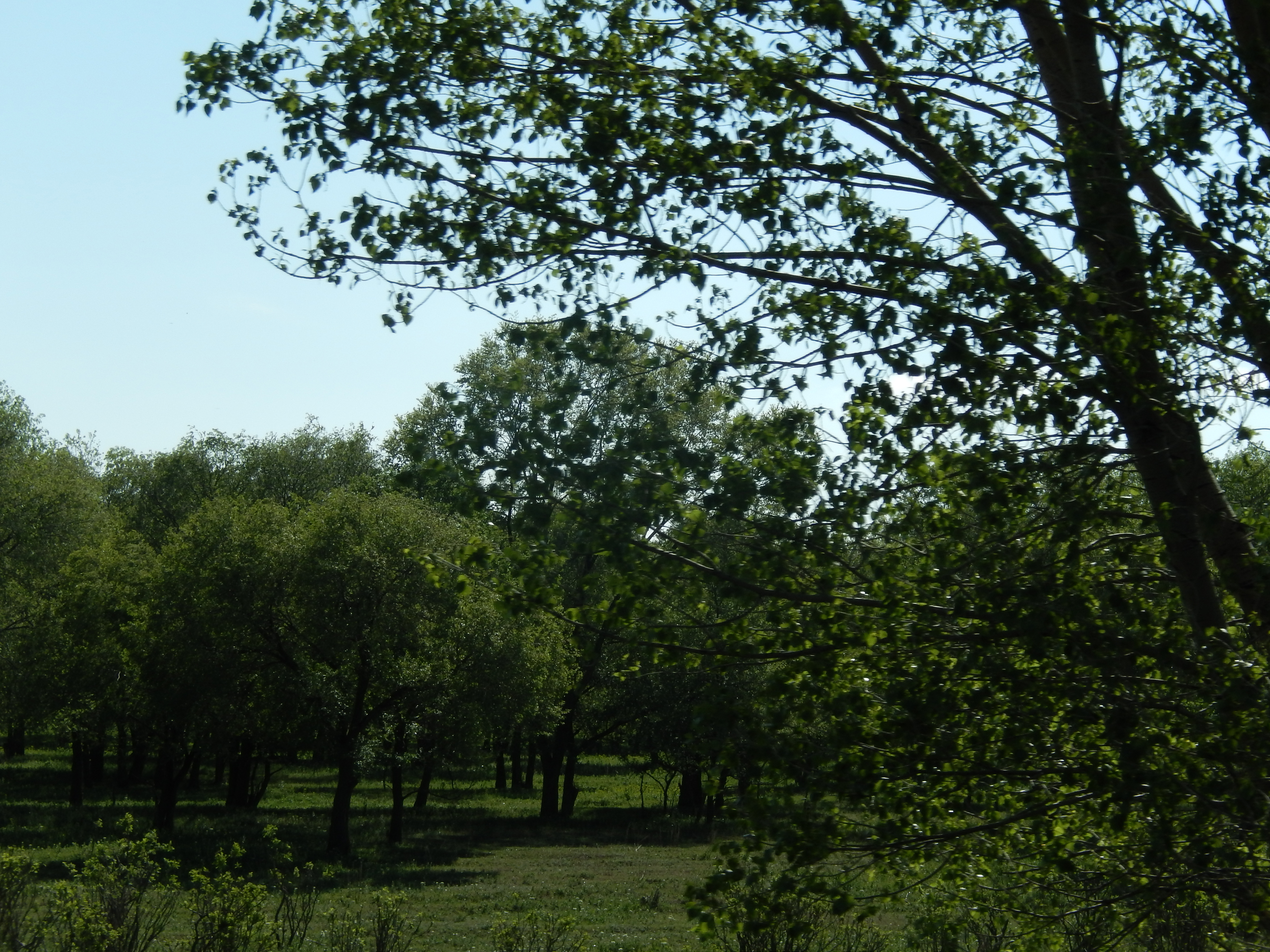
Santuari de la Natura de Juniper

Les ciutats de Sevan, Chambarak i Martuni són destinacions d'estiu, amb les seves platges. El patrimoni cultural i els monuments naturals també són atractius turístics de la província.
Al voltant del llac Sevan s'hi han edificat hotels i resorts d'spa.
El febrer del 2021 es va inaugurar el telefèric de Sevan de 1.130 metres de llargària.
A la província hi ha diversos boscos llistats com a zones protegides, entre els que destaquen el Parc Nacional de Sevan, el Santuari de Getik i el Santuari de Juniper. El Jardí Botànic de Sevan també és un atractiu natural.

## Educació
El 2016 la província té 126 escoles públiques.
Hi ha dues institucions d'educació superior: La Universitat Estatal de Gavar (inaugurada el 1993), amb facultats de filologia, ciències, humanitats, economia i educació i més de 2400 estudiants; i l'Acadèmia Teològia Vaskeniana, a la península de Sevan, amb estudis teològics, de literatura, art, història, litúrgia i tradicions de l'església armènia, establerta el 1990.

## Personalitats notables
- Ivan Gevorkyan, científic i cirurgià armeni soviètic.[16]
- Vram Dovlatyan, químic.[17]
- Frunze Dovlatyan (1927-1997), director, guionista i actor.[18]
- Hranush Hakobyan, política i antia ministra de la diàspora.[19]
- Arsen Grigoryan, cantant, presentador i actor.[20]